# Stixis ovata
Stixis ovata är en tvåhjärtbladig växtart. Stixis ovata ingår i släktet Stixis och familjen Stixaceae. Utöver nominatformen finns också underarten S. o. fasciculata.